# Ангренская ТЭС
Ангре́нская ТЭС (узб. Angren IES) — тепловая электростанция в городе Ангрене Ташкентской области.

## Конструкция станции
Ангренская ТЭС представляют собой тепловую паротурбинную электростанцию. Установленная мощность электростанции — 393 МВт. Проектное топливо — бурый уголь Ангренского месторождения. Оборудование станции включает в себя турбоагрегаты мощностью 53 МВт, 54 МВт, 68 МВт (2 шт.), а также энергоблок мощностью 150 МВт.

## История
Строительство электростанции началось в 1953 году. Для ускорения и удешевления строительства активно использовались сборные железобетонные конструкции.
После завершения строительства установленная мощность электростанции составляла 484 МВт.
До распада СССР официально именовалась «Ангренская ГРЭС имени 40-летия ВЛКСМ», до 2000-х — «Ангренская ГРЭС».
В 2012 году ГАК «Узбекэнерго» заключила контракт с китайской «Harbin Electric International Company» на строительство нового энергоблока мощностью 150 МВт «под ключ». Стоимость контракта — $226 млн, а общая стоимость проекта «Строительство на Ангренской ТЭС энергоблока мощностью 130—150 МВт с теплофикационным отбором для сжигания высокозольного угля» составила $242 млн. Ввод в эксплуатацию энергоблока, построенного за 32 месяца, состоялся в августе 2016 года.